# Liste der Bodendenkmäler in Aresing
Auf dieser Seite sind die Bodendenkmäler in der oberbayerischen Gemeinde Aresing zusammengestellt. Diese Tabelle ist eine Teilliste der Liste der Bodendenkmäler in Bayern. Grundlage ist die Bayerische Denkmalliste, die auf Basis des Bayerischen Denkmalschutzgesetzes vom 1. Oktober 1973 erstmals erstellt wurde und seither durch das Bayerische Landesamt für Denkmalpflege geführt wird. Die folgenden Angaben ersetzen nicht die rechtsverbindliche Auskunft der Denkmalschutzbehörde.

## Bodendenkmäler der Gemeinde Aresing

### Bodendenkmäler im Ortsteil Aresing
| Lage               | Objekt | Akten-Nr.     | Bild |
| ------------------ | --- | ------------- | ---- |
| Aresing (Standort) | Mittelalterlicher Burgstall.                                                                                 | D-1-7433-0023 |      |
| Aresing (Standort) | Grabenwerk vorgeschichtlicher Zeitstellung.                                                                  | D-1-7433-0027 |      |
| Aresing (Standort) | Siedlung vor- und frühgeschichtlicher Zeitstellung.                                                          | D-1-7433-0031 |      |
| Aresing (Standort) | Siedlung vor- und frühgeschichtlicher Zeitstellung.                                                          | D-1-7433-0157 |      |
| Aresing (Standort) | Mittelalterliche und frühneuzeitliche Befunde im Bereich der Katholischen Pfarrkirche St. Martin in Aresing. | D-1-7433-0166 |      |
| Aresing (Standort) | Burgstall mittelalterlicher Zeitstellung.                                                                    | D-1-7433-0167 |      |
| Aresing (Standort) | Siedlung vorgeschichtlicher Zeitstellung.                                                                    | D-1-7433-0168 |      |

### Bodendenkmäler im Ortsteil Oberlauterbach
| Lage                      | Objekt | Akten-Nr.     | Bild |
| ------------------------- | --- | ------------- | ---- |
| Oberlauterbach (Standort) | Mittelalterliche und frühneuzeitliche Befunde im Bereich der Katholischen Pfarrkirche St. Wenzeslaus, der Wenzelbrunnenkapelle und des befestigten Friedhofs in Oberlauterbach. | D-1-7433-0165 |      |

### Bodendenkmäler im Ortsteil Rettenbach
| Lage                  | Objekt | Akten-Nr.     | Bild |
| --------------------- | --- | ------------- | ---- |
| Rettenbach (Standort) | Rechteckiges Grabenwerk vor- und frühgeschichtlicher oder frühneuzeitlicher Zeitstellung.                                                        | D-1-7433-0034 |      |
| Rettenbach (Standort) | Siedlung vor- und frühgeschichtlicher oder mittelalterlicher Zeitstellung.                                                                       | D-1-7433-0035 |      |
| Rettenbach (Standort) | Vorgeschichtlicher Bestattungsplatz mit mehreren Grabhügeln.                                                                                     | D-1-7433-0037 |      |
| Rettenbach (Standort) | Siedlung vor- und frühgeschichtlicher Zeitstellung.                                                                                              | D-1-7433-0158 |      |
| Rettenbach (Standort) | Siedlung vor- und frühgeschichtlicher Zeitstellung.                                                                                              | D-1-7433-0159 |      |
| Rettenbach (Standort) | Mittelalterliche und frühneuzeitliche Befunde im Bereich der Katholischen Filialkirche St. Mauritius in Autenzell.                               | D-1-7433-0164 |      |
| Rettenbach (Standort) | Mittelalterliche und frühneuzeitliche Befunde im Bereich der Katholischen Filialkirche St. Ottilia in Rettenbach.                                | D-1-7433-0169 |      |
| Rettenbach (Standort) | Mittelalterliche und frühneuzeitliche Befunde im Bereich der abgebrochenen Kapelle St. Afra in Rettenbach, darunter Bestattungen bei der Kirche. | D-1-7433-0170 |      |

### Bodendenkmäler im Ortsteil Unterweilenbach
| Lage                       | Objekt | Akten-Nr.     | Bild |
| -------------------------- | --- | ------------- | ---- |
| Unterweilenbach (Standort) | Siedlung vor- und frühgeschichtlicher Zeitstellung.                                                                          | D-1-7433-0152 |      |
| Unterweilenbach (Standort) | Siedlung vor- und frühgeschichtlicher Zeitstellung.                                                                          | D-1-7433-0153 |      |
| Unterweilenbach (Standort) | Siedlung und Kreisgräben vor- und frühgeschichtlicher Zeitstellung.                                                          | D-1-7433-0154 |      |
| Unterweilenbach (Standort) | Siedlung vor- und frühgeschichtlicher Zeitstellung.                                                                          | D-1-7433-0155 |      |
| Unterweilenbach (Standort) | Siedlung vor- und frühgeschichtlicher Zeitstellung.                                                                          | D-1-7433-0156 |      |
| Unterweilenbach (Standort) | Siedlung vor- und frühgeschichtlicher oder mittelalterlicher Zeitstellung.                                                   | D-1-7433-0161 |      |
| Unterweilenbach (Standort) | Mittelalterliche und frühneuzeitliche Befunde im Bereich der Katholischen Filialkirche Unsere Liebe Frau in Unterweilenbach. | D-1-7433-0171 |      |
| Unterweilenbach (Standort) | Grabhügel mit Bestattungen der Bronzezeit und der Hallstattzeit.                                                             | D-1-7533-0078 |      |